# آوای جبرئیل
آوای جبرئیل فیلمی به کارگردانی، نویسندگی و تدوین سیروس رنجبر یاجلو که در سال ۱۳۸۰ به عنوان فیلم اول سینمایی آن را ساخت. این فیلم تا به امروز در ایران به اکران عمومی نرسیده است و دلیل این اقدام، نامشخص است.

## بازیگران
- جبرئیل امانی
- فاطمه اصلانی
- زینب اصلانی
- مدینه جعفری
- محمدحسین رنجبر
- محمود بیگی

## خلاصه داستان
پسرکی به نام جبرئیل، پس از مرگ مادر، همراه دو خواهرش، راهی ناحیه‌ای به نام قیروان می‌شود تا به ملاقات پدر تبعیدشده‌اش برود. محلی‌های قیروان به آن‌ها هشدار می‌دهند که گذر از جنگل بدون بلد راه ممکن نیست. آن‌ها پس از یک روز تمام پیاده‌روی در یک جنگل، متوجه می‌شوند که در تمام این مدت دورِ خود می‌چرخیده‌اند. پس، راهزنی به نام آکامن و دستیارانش با عنوان راهنمای راه پول آنان را به سرقت می‌برد. جبرئیل و خواهرانش که درمانده‌اند، در روستای چینو به خانهٔ پیرمرد و پیرزنی پناه می‌برند. جبرئیل امیدوار است با ماهی‌گیری در برکه و فروش آن، هزینهٔ سفر ناتمام را فراهم خواهد کرد. او با دختری به نام جبرئیل روبه‌رو می‌شود که به آوای طبیعت مسلط است و به آسانی راه‌های ناپیدا را می‌یابد. او به جبرئیل کمک می‌کند تا به شناخت از خود برسد و بتواند آواهای ناشنیدنی طبیعت را بشنود و راه گم کرده بیابد. جبرئیل و خواهرانش با راهنمایی جبرئیلِ دیگر، به تبعیدگاه پدر می‌رسند و بعد از دیدار با او رنج سفر را فراموش می‌کنند.

## جوایز
1. دیپلم افتخار از جشنواره تائورمینا (ایتالیا)[۳]